# Pietat Fornesa i Albiñà
Piedad Fornesa Alviñà (Lérida, 8 de diciembre de 1915-Barcelona, 7 de mayo de 1967) fue una pintora catalana.
Pasó los primeros años de su vida en la Seu d'Urgell, donde el padre trabajaba en la banca, después en Lérida y desde el 1919 en Barcelona. En el año 1932 ingresa en la Escuela de Bellas artes de Lonja donde trabajó intensamente hasta el 1936, y donde consiguió las máximas calificaciones. En el año 1937 se casó con el compositor Joaquim Homs y Oller; aprovechando el estreno en París de una obra de Homs, pasaron una semana en la capital francesa como viaje de boda. Después de la Guerra Civil Española, se ven forzados a trasladarse a Valencia, cosa que le permite entrar en contacto con la Escuela Superior de Arte de Valencia, donde acaba las asignaturas que le faltaban para obtener el título de profesora. En el año 1942 el matrimonio Homs-Fornesa vuelve a Barcelona y establece la residencia en una casa de la calle Sant Gervasi de Cassoles esquina con Sant Màrius, que dispone de un amplio jardín. Entonces inicia un fértil período creativo, con salidas periódicas a Lloret, Blanes, Cambrils (cerca de Sant Llorenç de Morunys) o la Cerdaña, donde pinta paisajes que caracterizan su obra artística. En el año 1948 coge la fiebre de Malta. Desde el retorno a Barcelona colabora con algunas editoriales, pero siempre fue reticente a exponer su obra. En vida solo lo hizo en dos ocasiones, en 1940 en Valencia, y el 1957 en el Instituto Británico de Barcelona. Su último año de vida ya no se encontró en condiciones de pintar al exterior y se limitó a trabajar desde el estudio de su casa, tomando como temas paisajes de Sant Gervasi, flores, naturas muertas, objetos cotidianos.
Tal como escribe Francesc Fontbona, su obra descubre "una artista escondida, que vivió intensamente el arte de la pintura, pero lo vivió a su manera, muy diferente del que preferirían seguir la gran mayoría de sus colegas". Sus óleos sobre papel tienen una gran frescura y sus pigmentos destacan como si hubieran sido aplicados sobre un soporte convencional.
Después de su muerte se hicieron varias exposiciones, como la del año 1986 en el Centro de Cultura de la Caixa; la de 1998, de carácter antológico, en la Sala Cultural de Caja Madrid; o la del año 2000, con obra inédita, en el espacio cultural Pere Pruna de la calle Ganduxer. Finalmente, en junio de 2015, con motivo de su centenario, se hizo una exposición muy completa de su obra gráfica en la Biblioteca de Cataluña.
El fondo personal de Pietat Fornesa se conserva en la Biblioteca de Cataluña desde el año 2014.